# Koichi Okada
Koichi Okada, född 1907 i Tokyo, död 1991, var en japansk konstnär. Hans lärare var Ishii Hakutei och Ikuma Arishima och han ingick i konstnärsgruppen Issuikai. Han är mest känd för sina träsnitt med berget Fuji som motiv. Det förekommer uppgifter om att han skapade 12 träsnitt av kända motiv i Japan, alla publicerade av Unsodo i Kyoto. De är sannolikt publicerade under åren 1940-1960.